# Chaetopteryx lusitanica
Chaetopteryx lusitanica is een schietmot uit de familie Limnephilidae. De soort komt voor in het Palearctisch gebied.